# Gare de Figeac
La gare de Figeac est une gare ferroviaire française de la ligne de Brive-la-Gaillarde à Toulouse-Matabiau via Capdenac, située sur le territoire de la commune de Figeac, dans le département du Lot, en région Occitanie.
Elle est mise en service en 1862, par la Compagnie du chemin de fer de Paris à Orléans (PO). C'est une gare de la Société nationale des chemins de fer français (SNCF), desservie par des trains des réseaux Intercités de nuit et TER Occitanie.
En novembre 2018, son bâtiment voyageurs subit des dommages importants lors d'un incendie. Le fonctionnement normal de la gare est rétabli durant l'été 2023, avec la réouverture dudit bâtiment.

## Situation ferroviaire

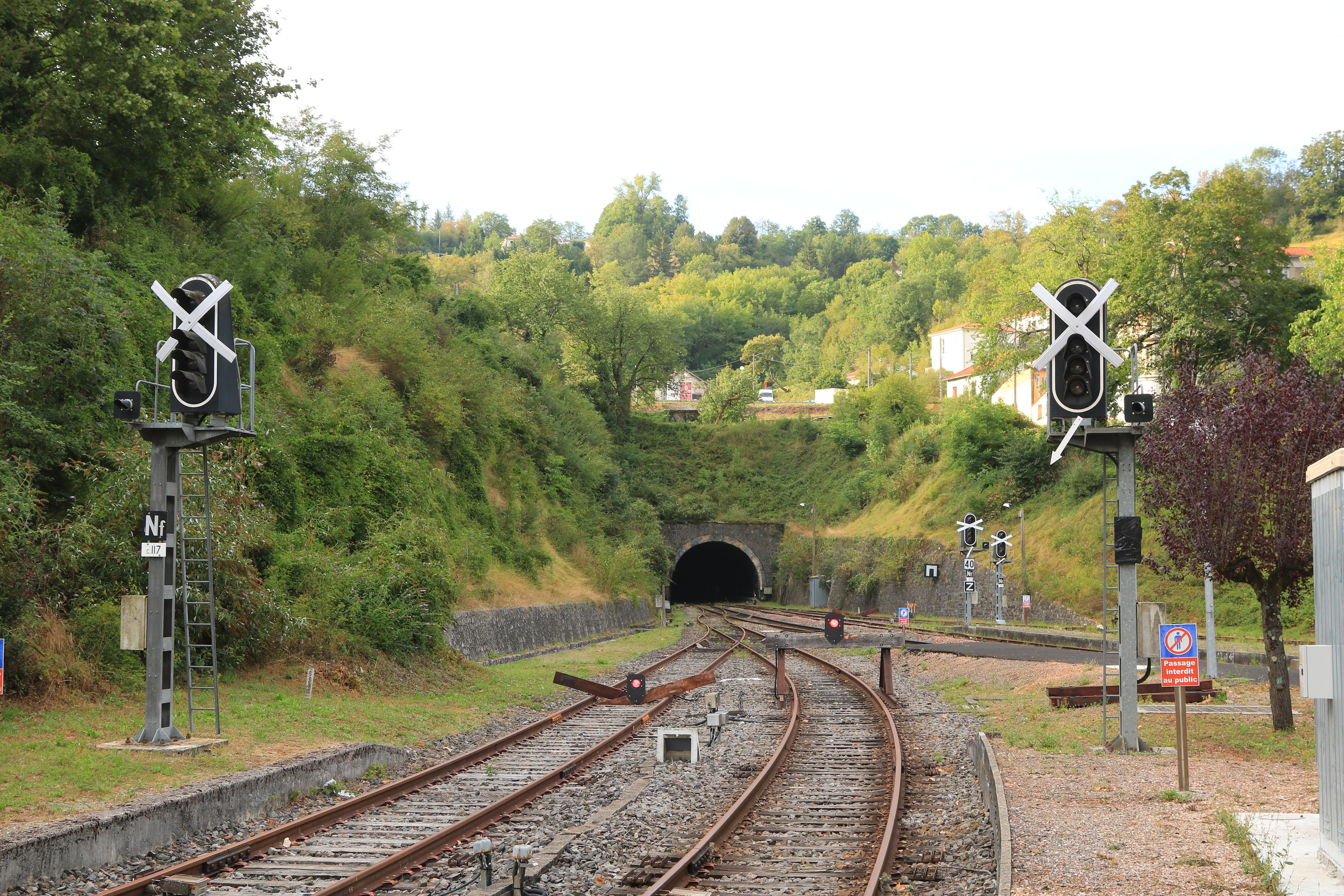
Aperçu du tunnel et de la bifurcation (en 2020), côté Capdenac.

Établie à 214 mètres d'altitude, la gare de Figeac est située au point kilométrique (PK) 237,545 de la ligne de Brive-la-Gaillarde à Toulouse-Matabiau via Capdenac, entre les gares ouvertes d'Assier et de Capdenac. Elle est séparée d'Assier par la gare fermée du Pournel. En direction de Capdenac, se trouve, en quittant la gare, le tunnel de Figeac, long de 1 287 m.
Gare de bifurcation, elle est également l'origine, au PK 237,868, de la ligne de Figeac à Arvant, la prochaine gare ouverte étant Bagnac, précédée par celle fermée de Viazac.
Elle présente les caractéristiques d'une gare avec voies en Y, le bâtiment voyageurs étant perpendiculaire aux deux lignes formant les branches du Y.

## Histoire

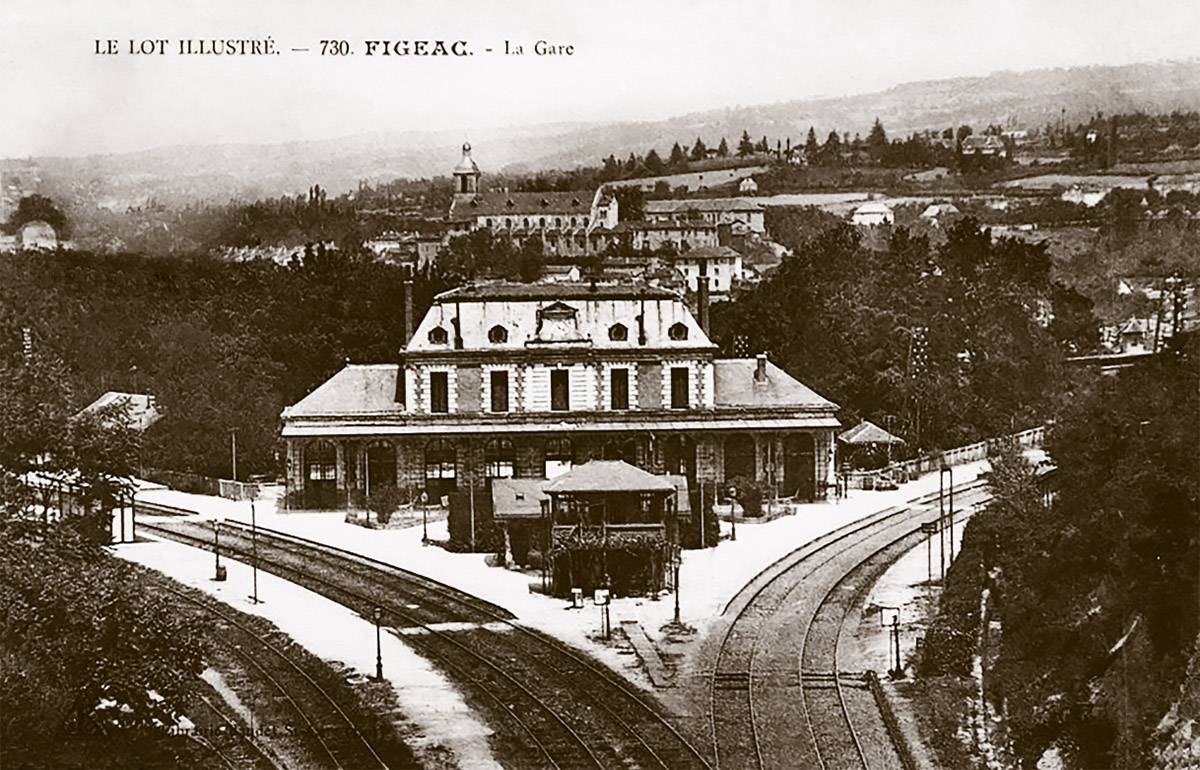
La gare, vers 1890. On distingue clairement l'implantation du bâtiment voyageurs au centre de la bifurcation des deux lignes.

Bâtie sur la rive gauche du Célé, la station de Figeac est mise en service le 10 novembre 1862 par la Compagnie du chemin de fer de Paris à Orléans (PO), lorsqu'elle ouvre à l'exploitation la section de Brive à Capdenac.
En 1896, la Compagnie du PO indique que la recette de la gare, pour l'année entière, est de 230 428 francs.
Le bâtiment voyageurs est rénové en 1929. Les installations pour la grande et la petite vitesses sont améliorées l'année suivante.

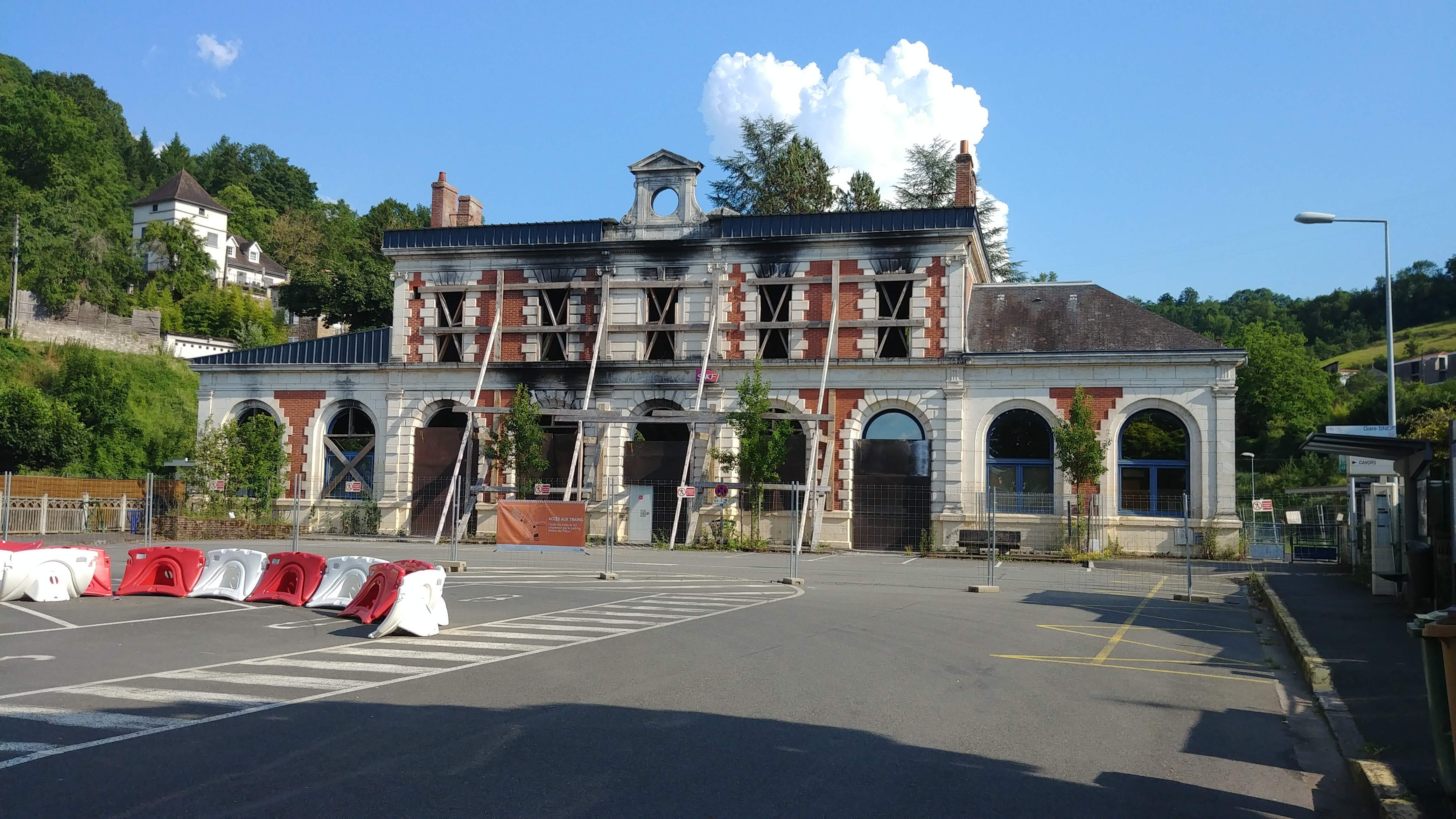
Le bâtiment voyageurs, dans son état de juin 2020.

Le 22 novembre 2018, ce bâtiment est ravagé par un incendie (dont la cause n'est alors pas connue) : la toiture et 300 m2 de locaux sont détruits, les murs étant très endommagés. Le trafic ferroviaire est progressivement restauré à partir du 10 décembre suivant, car les installations de commande de la signalisation et des appareils de voie ont été mises hors-service ; toutefois, la desserte de la gare est restée suspendue jusqu'au 4 février 2019, date à laquelle elle est partiellement rétablie.
En 2020, la région Occitanie rachète le bâtiment à la SNCF, afin de le réhabiliter ; le projet comporte la restauration à l'identique des extérieurs (côté parvis) dont la toiture, la recréation d'un guichet et l'ouverture d'un espace de coworking (ainsi que de salles polyvalentes). La livraison dudit bâtiment, après travaux (dont le coût s'élève à 3,35 millions d'euros) ayant eu recours à l'écoconstruction, est réalisée en août 2023,,, tandis que la rénovation des quais s'achève durant l'été ; de surcroît, un nouveau poste d'aiguillage est mis en service le 7 juillet, permettant le retour de l'intégralité des dessertes de la gare dès le lendemain. Par ailleurs, un pôle d'échanges devrait être aménagé sur le parvis en 2026.

## Fréquentation
De 2015 à 2023, selon les estimations de la SNCF, la fréquentation annuelle de la gare s'élève aux nombres indiqués dans le tableau ci-dessous.
| Année                      | 2015    | 2016    | 2017    | 2018    | 2019    | 2020    | 2021    | 2022    | 2023    |
| -------------------------- | ------- | ------- | ------- | ------- | ------- | ------- | ------- | ------- | ------- |
| Voyageurs                  | 163 436 | 160 735 | 167 319 | 137 170 | 99 922  | 90 222  | 118 881 | 161 366 | 200 755 |
| Voyageurs et non voyageurs | 204 296 | 200 919 | 209 149 | 171 463 | 124 903 | 112 778 | 148 601 | 201 708 | 250 943 |

## Service des voyageurs

### Accueil
Le gare dispose d'un bâtiment voyageurs — comprenant un guichet et un distributeur de titres de transport TER — ouvert tous les jours. Ce bâtiment est également équipé d'un point d'accueil de la région Occitanie, d'une borne d'information touristique, de bureaux et d'une salle de formation, ainsi que d'une autre salle pour des réunions et conférences.

### Desserte

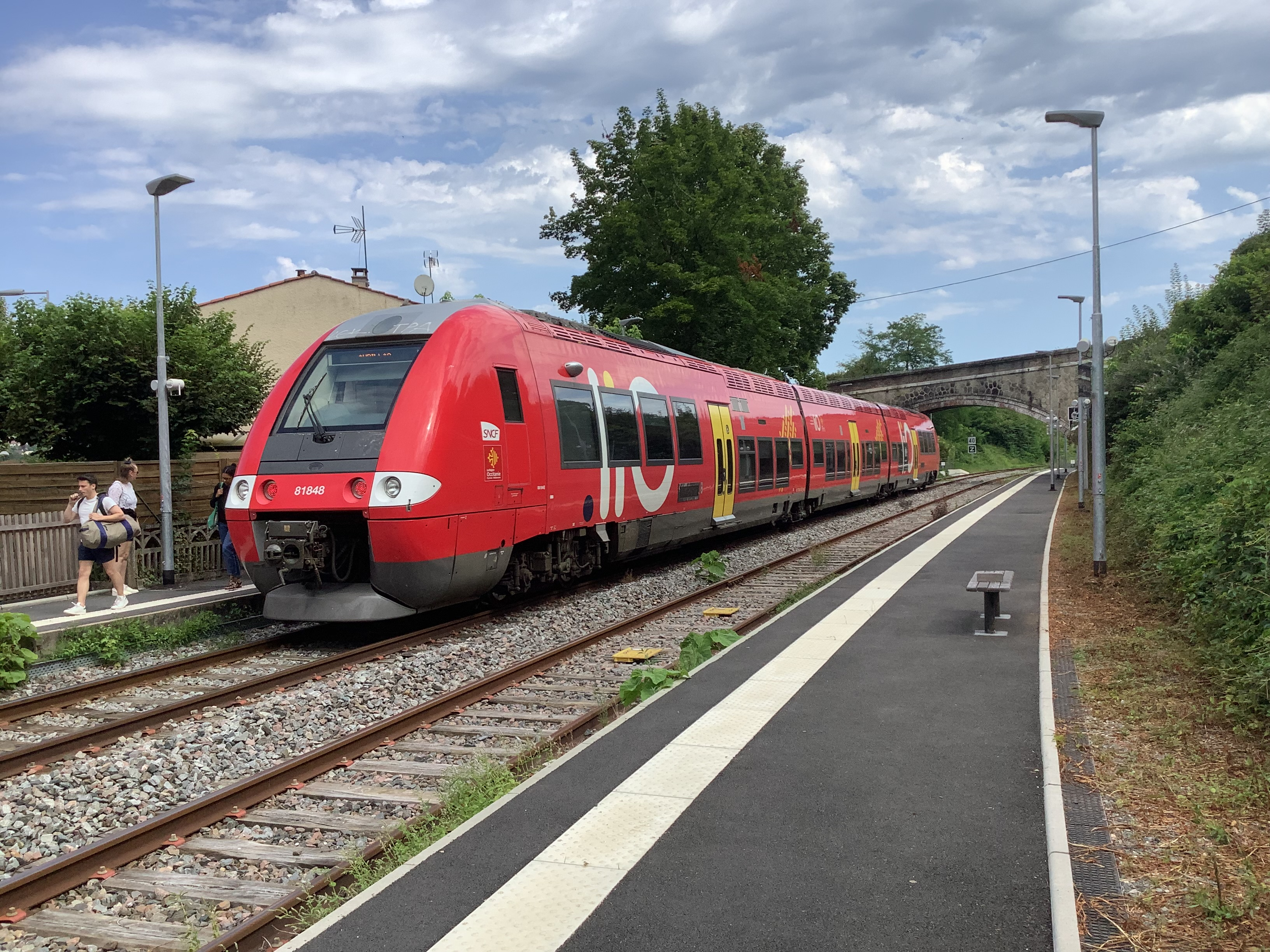
Rame TER (B 81500) desservant la gare.

Figeac est desservie par les Intercités de nuit qui circulent entre Paris-Austerlitz et Rodez (voire Albi-Ville), par des trains TER Occitanie circulant entre Brive-la-Gaillarde et Rodez, ainsi qu'entre Toulouse-Matabiau et Figeac ou Aurillac (voire Clermont-Ferrand), mais également par des TER Auvergne-Rhône-Alpes entre Capdenac ou Figeac et Aurillac.

### Intermodalité
Un parc à vélos (24 arceaux) et un parking (100 places) sont aménagés à ses abords.
Elle est desservie par un aller-retour en autocar TER depuis Aurillac, les week-ends (aller le vendredi, retour le samedi amorcé à Capdenac).
Elle est également desservie par les lignes 7 et NAV du réseau urbain Le Bus Figeac, ainsi que la ligne 889 du réseau interurbain liO, mais aussi la ligne C15 de Cars Région Cantal.